# Ángelo Calcaterra
Ángel Jorge Antonio Calcaterra (Buenos Aires, Argentina, 29 de marzo de 1958), más conocido como Ángelo Calcaterra,  es un empresario argentino de la industria de la construcción, principalmente en infraestructura y construcción industrial.  Fue el fundador y CEO de ODS S.A., una de las mayores empresas de ingeniería, construcción y bienes raíces de Argentina. 

## Biografía
Es hijo de ñ Antonio Calcaterra (fallecido en 2004)  y María Pía Macri, hermana menor de Franco Macri, asistió al Colegio Argentino Modelo, ubicado en el barrio de Recoleta.la cabeza del Grupo ODS y miembro del grupo económico de la familia Macri. Es primo hermano de Mauricio Macri, presidente de Argentina entre 2015 y 2019, y sobrino de su padre, Franco Macri, a quien le compró las empresas Iecsa y Creaurban, dedicadas a la construcción de obras públicas y asociadas con la llamada "patria contratista". En 2018 Calcaterra confesó haber cometido delitos de corrupción empresarial, y está investigado en el Caso Odebrecht, empresa a la que estuvo asociado en la obra de soterramiento del Ferrocarril Sarmiento.

En 1986, contrajo matrimonio con María Boneo. Tuvieron dos hijas, María (nacida en 1987) y Pía (nacida en 1990), y un hijo, Antonio (nacido en 1992). Se divorció en 2010. 

### Actividad empresaria
Inició como gerente de iecsa entre 1983 y 1990.  cargo que ocupó hasta el año 2000.
En 2018 el gobierno intento vender acciones del Estado en la empresa transportadora de energía eléctrica Transener a una firma vinculada con el primo del Presidente Mauricio Macri, por lo que la fiscalía imputó a su jefe de gabinete Marcos Peña y el ministro de Energía, Juan José Aranguren, fueron denunciados e imputado  por asociación ilícita por su intento de vender las acciones que tenía el Estado Nacional en Transener a una firma vinculada con Marcelo Mindlin y Angelo Calcaterra, primo del Presidente. En 2018 el gobierno intento vender acciones del Estado en la empresa transportadora de energía eléctrica Transener a una firma vinculada con el primo del Presidente Mauricio Macri, por lo que Mauricio Macri, su jefe de gabinete Marcos Peña y el ministro de Energía, Juan José Aranguren, fueron denunciados por "asociación ilícita" por su intento de vender las acciones que tenía el Estado Nacional en Transener a una firma vinculada con Marcelo Mindlin y Angelo Calcaterra, primo del Presidente.
En 2016 IECSA, de Ángelo Calcaterra, sumada a Oderbretch, investigada en el escándalo Petrobras junto con Iecsa, fueron beneficiadaa con las obras del soterrramiento del FFCC Sarmiento. La compañía formaba parte del grupo Socma hasta que Francisco Macri se la vendió a su sobrino en una transacción que se anunció a mediados de 2007 en simultáneo con el lanzamiento de la candidatura a jefe de Gobierno de Mauricio Macri. según el diario La Nación el soterramiento se haría con participación de la firma la brasileña Odebrecht y la local IECSA, de Ángelo Calcaterra, primo de Mauricio Macri, un negocio dd $ 45.000 millones, $ 8.940 millones cada año en 2017 y 2018 y $ 28.820 en años siguientes. Un año después el juez federal Sebastián Ramos abrió camino a la investigación a raíz de una denuncia que hicieron los fiscales por la modificación de las condiciones de la adjudicación del soterramiento del ferrocarril para beneficiar a la empresa Iecsa. Semanas después sumo una nueva denuncia judicial por el delito de evasión tributaria por no pagar aportes por 8 millones de pesos de IECSA, por incumplir con el depósito en tiempo y forma de los aportes retenidos a los empleados. 
Durante la investigación realizada por la UFISES, se comprobó que la empresa de propiedad de Ángelo Calcaterra, primo de Macri, se apropió indebidamente de los montos que había descontado de los sueldos de los empleados durante los meses de diciembre de 2015 y marzo del 2016 acumulando una deuda de 8000 millones de pesos con el fisco.

Calcaterra ocupó posiciones relevantes dentro del Grupo Macri (SOCMA), uno de los mayores conglomerados en Argentina, que en la década de 1990, fue uno de los actores clave en el proceso de privatizaciones en Argentina, obteniendo muchas concesiones para construir y gestionar carreteras, autopistas y puentes.  Dentro del Grupo, fue el gerente general de Sideco Americana S.A. y presidente de Servicios Viales S.A Autopistas del Sol S.A. 
Accionista de la hidroeléctrica Urugua-í S.A. del Grupo Socma, se ha acusado a Ramón Puerta de beneficiar durante su primer mandato (1991-1995), al grupo Socma y otorgarles el manejo de la represa Urugua-í. La represa Urugua-í realizada en el curso del gobierno radical, tuvo una demora en la entrega, Misiones siguió pagando el usufructó porque había presentado un sobrecosto, En el año 1998 Cacho Barrios denunció al gobernador Ramón Puerta por adjudicarle en forma directa y sin concursos a Macri obras en la provincia, entre ellas la de la represa. Puerta estuvo a cargo de la administración provincial entre 1991 y 1995, siendo acusado de facilitar negocios entre el Estado y SOCMA, la construcción de la represa se había presupuestado en 80 millones de dólares y terminó costando el triple del monto estimado. Por estas irregularidades se acusó a Néstor Grindetti, hombre de SOCMA de defraudación y cohecho en una causa caratulada como “Grindetti, Néstor Olvado, y Carcaterra s/estafa”.Fue denunciado en 2019 en el marco de una causa por direccionamiento de la obra por parte del jefe de Gobierno Horacio Rodríguez Larreta a favor de una empresa propiedad del un primo del  expresidente Mauricio Macri como lo denunció la Auditoría General de la Ciudad. La Auditora denunció que el proceso licitatorio fue defectuoso, irregular hallandose indicios de sobreprecios  en favor de IECSA, la empresa del primo de Mauricio Macri, Angelo Calcaterra, para adjudicarle los tramos más caros de la construcción del Paseo del Bajo. Según la fiscalía la maniobra tenía según la denuncia judicial un único fin: garantizar a la empresa IECSA, entonces en poder de Angelo Calcaterra, primo de Mauricio Macri 3200 millones de pesos.Según la auditoria se encontraron sobreprecios de hasta un 513 por ciento en la obra.Durante el macrismo se expande al rubro inmobiliario con  Creaurban S.A, una empresa inmobiliaria dueña de Puerto Madero, como las Torres Mulieris, Torres del Yacht y el edificio Art María. acusada de evadir impuestos a las Ganancias por 1.100 millones de pesos.Siendo su principal accionista. En la misma época adquiere la Minera Geometales S.A, una empresa minera dedicada a la exploración y explotación de cobre en la provincia de Mendoza Puentes del Litoral S.A, la empresa encargada del puente Rosario-Victoria en la provincia de Santa Fe.  la empresa de ingeniería Litsa S.A.  las empresas alimentarias San Fili S.A y Campos Los Ranchos S.A, y Cool Mind S.A, y Simplot Company.
Durante más de 10 años, Calcaterra fue el CEO de IECSA.

En 2007, adquirió IECSA, con decenas de empresas inmobiliarias en Argentina, Chile, Brasil, República Dominicana, Paraguay y Uruguay.  
Con la llegada de su primo Mauricio Macri a la presidencia de la Nación, Calcaterra dedicada principalmente a la obra pública. En 2017, vendió IECSA a Grupo Emes, una empresa vinculada a Pampa Energía, perteneciente a Marcelo y Damián Mindlin.  
Calcaterra fue también uno de los dueños del Banco Interfinanzas, con el 25% de las acciones. 
En 2018, Calcaterra, adquirió una bodega en el Valle de Uco, provincia de Mendoza.

## Controversias
En 2016 IECSA, de Ángelo Calcaterra, sumada a Oderbretch, investigada en el escándalo Petrobras junto con Iecsa, fueron adjudicadas para las obras del soterrramiento del FFCC Sarmiento. La compañía formaba parte del grupo Socma hasta que Francisco Macri se la vendió a su sobrino en una transacción que se anunció a mediados de 2007 en simultáneo con el lanzamiento de la candidatura a jefe de Gobierno de Mauricio Macri. según el diario La Nación el soterramiento se haría con participación de la firma la brasileña Odebrecht y la local IECSA, de Ángelo Calcaterra, primo de Mauricio Macri, tiene prevista una inversión de $ 45.000 millones, con $ 300 millones este año, $ 8.940 millones cada año en 2017 y 2018 y $ 28.820 en años siguientes. Un año después el juez federal Sebastián Ramos abrió camino a la investigación a raíz de una denuncia que hicieron los fiscales por la modificación de las condiciones de la adjudicación del soterramiento del ferrocarril para beneficiar a la empresa Iecsa. Semanas después sumo una nueva denuncia judicial por el delito de evasión tributaria por no pagar aportes por 8 millones de pesos de IECSA, por incumplir con el depósito en tiempo y forma de los aportes retenidos a los empleados. Durante la investigación realizada por la UFISES, se comprobó que la empresa de propiedad de Ángelo Calcaterra, primo de Macri, se apropió indebidamente de los montos que había descontado de los sueldos de los empleados durante los meses de diciembre de 2015 y marzo del 2016.
El 11 de noviembre de 2015 la Auditoría General de la Ciudad, presentó una denuncia ante la Fiscalía Nacional de Investigaciones Administrativas, en la que apunta contra el accionar de Horacio Rodríguez Larreta, Guillermo Dietrich, Franco Moccia (ministro de Transporte de la Ciudad) y Carlos María Frugoni (presidente de AUSA, el organismo que ejecutó el proyecto) por beneficiar a IECSA durante la licitación del Paseo del Bajo,El paseo generó denuncias por corrupción y de direccionamiento de la obra por parte del Jefe de Gobierno Horacio Rodríguez Larreta a favor de una empresa propiedad del un primo del Presidente Mauricio Macri como lo denunció la Auditoría General de la Ciudad. La Auditora denunció que el proceso licitatorio fue defectuoso, irregular y corrupto en favor de IECSA, la empresa del primo de Mauricio Macri, Ángelo Calcaterra, para adjudicarle los tramos más caros de la construcción del Paseo del Bajo. Esta maniobra tenía según la denuncia judicial un único fin: garantizar a la empresa IECSA, entonces en poder de Ángelo Calcaterra, primo de Mauricio Macri 3200 millones de pesos. Según la Auditoría casi 4.500 millones terminaron en los bolsillos del primo del presidente Macri. La denuncia fue ratificada en todos sus términos y presentada a la Justicia Federal. Desde ese momento, la causa quedó trabada en el juzgado de Claudio Bonadío, a quien denunció la auditora por "cajonear" la causa. La obra del Paseo del Bajo fue presentada días después por Macri como "emblema de transparencia de su gobierno".
La investigación de los Panamá Papers en 2016 expuso a diferentes empresas de Calcaterra por cuentas millonarias en paraísos fiscales, que a su vez el actual intendente de Lanús por el PRO, Néstor Grindetti, exejecutivo del grupo SOCMA-Sideco, también tiene estrecha vinculación con una sociedad registrada en Panamá y con cuentas en Suiza.
Junto con esa obra se denunciaron sobreprecios del 900% en obra pública llevada adelante por el macrismo. El Sindicato de Vialidad denunció en 2018 que el tramo de la ruta 8, entre Pilar y Pergamino, que había sido licitado en 2015 bajo el kirchnerismo con un presupuesto de 285 millones de pesos, pasó a costar 2500 millones en 2019, nueve veces más cuando fue entregada a la histórica constructora de los Macri, IECSA. propiedad de Calcaterra.
Una investigación judicial llevada adelante por el fiscal Franco Picardi, como derivado del escándalo de corrupción del Caso Odebrecht, que involucró a Iecsa, sostuvo a fines de 2018 que Calcaterra no había vendido realmente la empresa a Mindlin, permaneciendo como propietario en las sombras de la empresa, al integrar la firma offshore Emes Energía Argentina LLC, con sede en Delaware. 
En 2018 Calcaterra confesó haber cometido delitos de corrupción empresarial en la denominada "Causa Cuadernos de la Corrupción".  Está también investigado en el escándalo de corrupción conocido como Caso Odebrecht, empresa a la que estuvo asociado en la obra de soterramiento del Ferrocarril Sarmiento. Días después las oficinas de la empresa fueron allanadas En 2018 fue denunciando penalmente junto a Mauricio Macri y al primo de este Ángelo Calcaterra por un supuesto cobro de coimas cuando un testigo aseguró que le envió 20 millones de dólares a la empresa IECSA de los Calcaterra y Marcelo Midlin. En diciembre de ese año fue denunciado junto a su primo el presidente Mauricio Macri, a Javier Iguacel y otros funcionarios de Energía por vender a precios irrisorios dos centrales termoeléctricas para beneficiar a Calcaterra. Según consta en la denuncia dos termoelécticas de propiedad estatal fueron vendidas a precios mucho menores de los demandados en su construcción, entre ellas las centrales termoeléctricas Brigadier López y Ensenada Barragán, en Santa Fe que demandó una inversión de mil millones de dólares pero "su precio de venta fue establecido en la mitad de ese valor, sin que se haya explicado de manera consistente las razones para ello". Días después Mauricio Macri también fue señalado por beneficiar nuevamente a su primo, Ángelo Calcaterra, con millonarias sumas de dinero. Iecsa e Isolux fueron las empresas encargadas de las obras de las termoeléctricas, contrato rescindido a fines del 2016 porque las compañías, incrementaron el monto de dinero presupuestado de forma exponencial, exigiendo 8.900 millones adicionales a los 3.055 millones originalmente presupuestados. Ese hecho paralizó las obras y el macrismo finalizó el contrato pero, lejos de multar a los contratistas, los premió con una indemnización.